# Rubus rufus
Rubus rufus es una especie de planta del género Rubus, perteneciente a la familia Rosaceae.

## Taxonomía
Rubus rufus fue descrita por Wilhelm Olbers Focke en 1910.

## Distribución
Se encuentra en el territorio centro-sur y sudeste de China, y también en Tailandia y Vietnam.